# Lijst van burgemeesters van Westerveld
Dit is een lijst van burgemeesters van de Nederlandse gemeente Westerveld in de provincie Drenthe. De gemeente is na een gemeentelijke herindeling in 1998 ontstaan uit de voormalige gemeenten Diever, Dwingeloo, Havelte en Vledder.
| Ambtsperiode | Naam burgemeester        | Partij of stroming | Bijzonderheden |
| ------------ | ------------------------ | ------------------ | -------------- |
| 1998–2007    | Anne Meijer              | VVD                |                |
| 2007–2010    | Tryntsje Slagman-Bootsma | PvdA               | waarnemend     |
| 2010–2024    | Rikus Jager              | CDA                |                |
| 2024–heden   | Jouke Spoelstra          | CDA                |                |